# Лю Шивэнь
Лю Шивэнь (кит. упр. 刘诗雯, пиньинь Liú Shīwén, род. 12 апреля 1991 года) — китайская спортсменка, игрок в настольный теннис, олимпийская чемпионка 2016 года в командном разряде, 8-кратная чемпионка мира в различных разрядах, включая победу в одиночном разряде в 2019 году, пятикратная обладательница Кубка мира в одиночном разряде.
С июня 2009 года по декабрь 2017 года Лю Шивэнь непрерывно входила в десятку лучших игроков мира, она дважды достигала верхней строки мирового рейтинга и удерживала её суммарно более двух лет.

## Биография
Лю Шивэнь родилась в китайской провинции Ляонин. Первую крупную победу на мировом уровне Лю Шивэнь одержала в 2009 году, став победительницей кубка мира среди женщин в Гуанчжоу. В дальнейшем она ещё четырежды повторяла этот результат.
На чемпионатах мира по настольному теннису Лю Шивэнь неоднократно завоевывала золото в парном и командном разрядах, и имеет несколько серебряных и бронзовых медалей в одиночном разряде.
Лю Шивэнь двенадцать раз выигрывала этапы «ITTF World Tour» в одиночном разряде.
Лю Шивэнь четыре раза выигрывала «Гранд-финал Мирового тура по настольному теннису» ITTF. Первый раз в 2009 году в паре с Дин Нин, затем трижды подряд в одиночном разряде.
Так же на счету Лю Шивэнь пять золотых медалей Кубка мира в одиночном разряде и двенадцать побед в одиночном разряде на этапах «ITTF World Tour».
В 2016 году, перед Олимпийскими играми в Рио, Лю Шивэнь уверенно занимала первую строчку мирового рейтинга и впервые получила шанс войти в китайскую олимпийскую команду. Однако после проигрыша на азиатской олимпийской квалификации и последующего проигрыша своей подруге по команде Дин Нин, китайская спортивная федерация вычеркнула Лю Шивэнь из списка участников одиночного разряда, что стало неожиданностью для спортивных специалистов. Лю Шивэнь приняла участие только в командном олимпийском турнире, где и завоевала золото в составе команды КНР.
В 2019 году в Будапеште Лю Шивэнь впервые в карьере выиграла золото чемпионата мира в одиночном разряде, а в октябре этого же года в пятый раз завоевала золото на Кубке мира, что не удавалось до этого еще ни одной спортсменке в истории этих соревнований.
Выступает за клуб «Guangdong Zhujiang Yijingwan» из провинции Гуандун, КНР. Её тренером является двукратный олимпийский чемпион Кун Линхуэй.

## Стиль игры
Лю Шивэнь играет правой рукой европейской хваткой в атакующем стиле, предпочитает применять топ-спины со средней дистанции.
Лю Шивэнь использует ракетку «Butterfly Liu Shiwen», разработанную фирмой «Butterfly» и названную в честь спортсменки.